# Jean Vigo
Jean Vigo (Parijs, 26 april 1905 – aldaar, 5 oktober 1934) was een Frans filmmaker die ondanks zijn relatief korte leven met een klein aantal geproduceerde films van grote invloed was op de filmgeschiedenis.

## Biografie
Vigo werd geboren in de Rue Polonceau, als zoon van Emily Clero en Eugene Bonaventure de Vigo, alias Miguel Almereyda (een anagram van "y'a la merde"). Zijn vader was een prominente anarchist die op 13 augustus 1917 onder verdachte omstandigheden dood in zijn cel van de gevangenis van Fresnes werd aangetroffen. Hij was vermoedelijk in opdracht van de Franse staat gewurgd.
Vigo werd onder de schuilnaam 'Jean Sales' van de ene naar de andere kostschool gestuurd. In 1922 ging hij terug naar Parijs en trok hij in bij zijn moeder. In het nabijgelegen Chartres ging hij naar het Lycee Marceau. In 1925 schreef hij zich in aan de Sorbonne.
In 1929 trouwde Vigo met Elisabeth Lozinska (Lydou), de dochter van een fabrikant in Łódź. Hij werkte korte tijd bij Franco Film als assistent cameraman van Boris Kaufman, een broer van cameraman Mikhail Kaufman en Dziga Vertov (echte naam Denis Kaufman). Kaufman werd een goede vriend die als cameraman heeft meegewerkt aan zijn vier films. Hij stierf in 1934 op 29-jarige leeftijd aan bloedvergiftiging. Hij is begraven op de Cimetière parisien de Bagneux.
In totaal bestaat het uiteindelijke werk van Vigo uit drie uur film. Zijn films en filmstijl hebben kenmerken van het poëtisch realisme. Ondanks zijn relatief kleine oeuvre wordt Vigo beschouwd als het wonderkind van de Franse cinema. Filmmakers van de Nouvelle Vague, inzonderheid François Truffaut, werden mede door het werk van Vigo geïnspireerd.
Een belangrijke Franse filmprijs, die sinds 1951 jaarlijks wordt uitgereikt, is naar hem vernoemd: de Prix Jean Vigo.

## Filmografie
- 1930: À propos de Nice
- 1931: Taris, roi de l'eau
- 1933: Zéro de conduite
- 1934: L'Atalante